# Fuerte del Rey
Fuerte del Rey ist eine südspanische Gemeinde (municipio) mit 1.342 Einwohnern (Stand: 2024) im Westen der Provinz Jaén in der Autonomen Gemeinschaft Andalusien.

## Lage
Fuerte del Rey liegt gut 15 Kilometer (Fahrtstrecke) nordwestlich vom Stadtzentrum von Jaén in einer Höhe von ca. 430 m. 

## Bevölkerungsentwicklung
| Jahr      | 1970  | 1980  | 1990  | 2000  | 2010  | 2020  |
| Einwohner | 1.493 | 1.126 | 1.179 | 1.215 | 1.397 | 1.326 |

## Sehenswürdigkeiten
- archäologische Grabungsstätte Las Atalayuelas mit Resten eines iberischen Oppidums aus dem vierten vorchristlichen Jahrhundert
- Turmruine Macarena (Torre de Macarena)
- Turm (Torre del Algarrobo)
- Kirche Marien Geburt (Iglesia de Nuestra Señora de la Natividad)
- Getreidemühle Unsere Liebe Frau vom Rosenkranz (fábrica de harinas Nuestra Señora del Rosario), Industriedenkmal von 1930

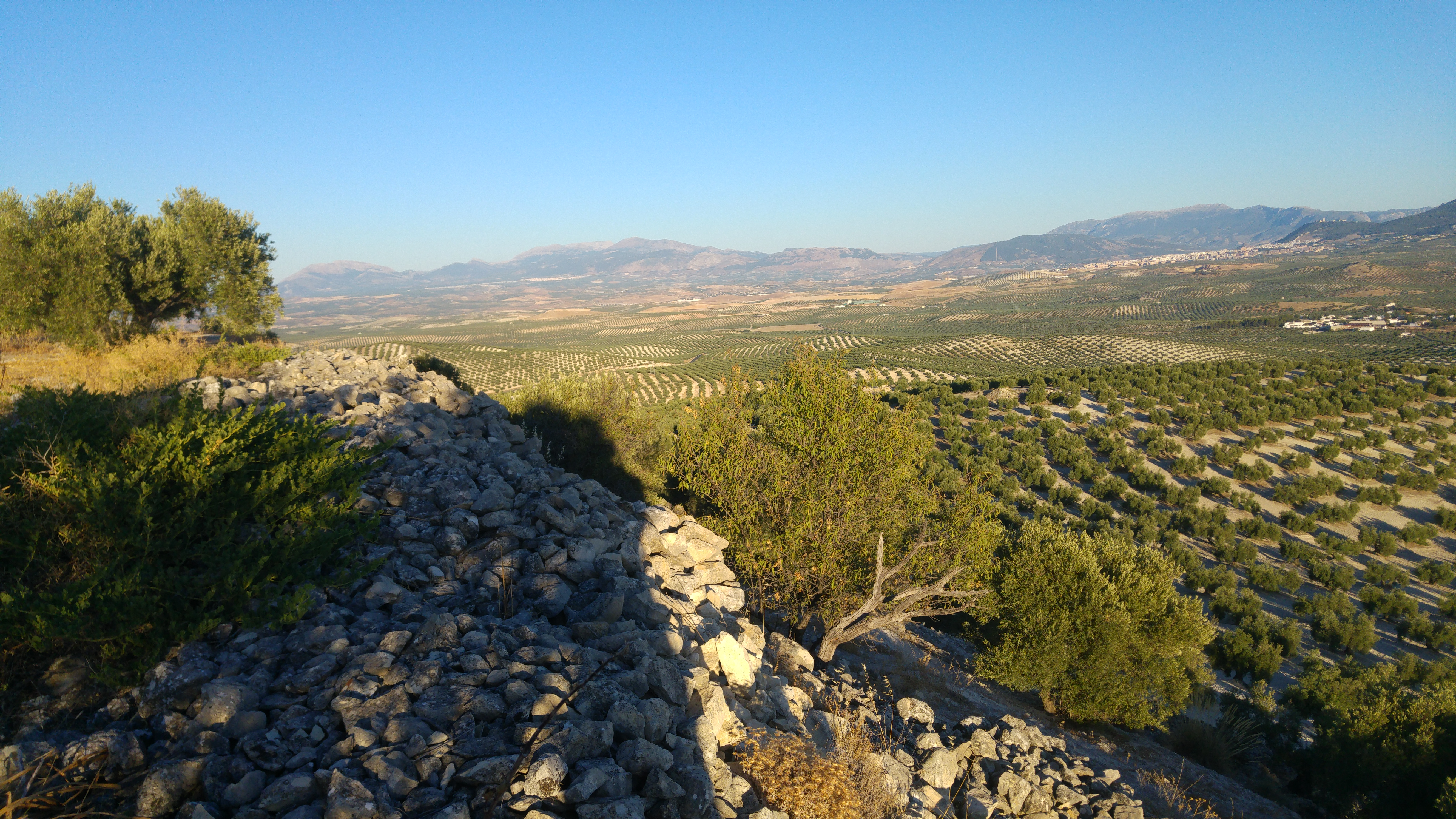
Las Atalayuelas
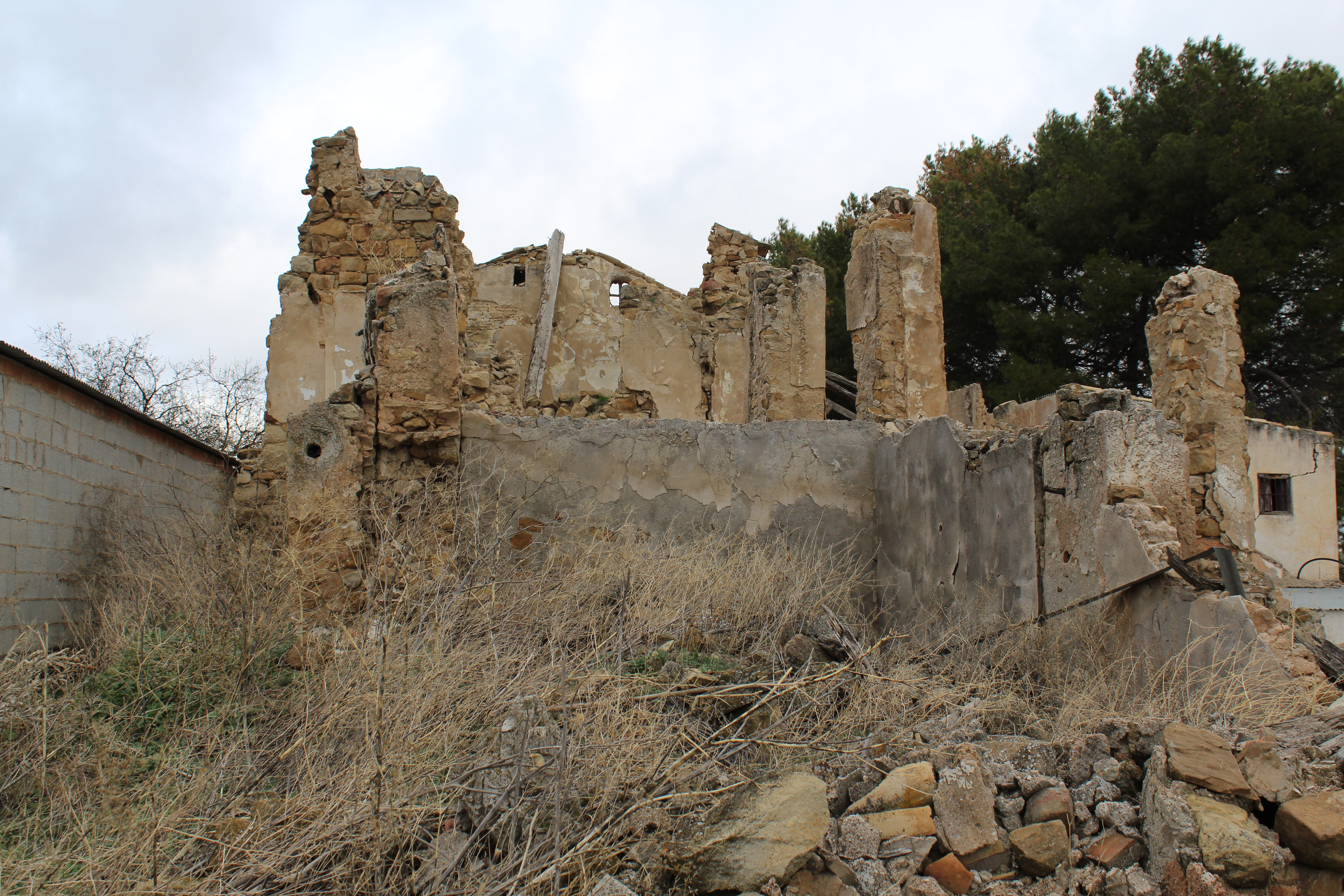
Torre de Macarena
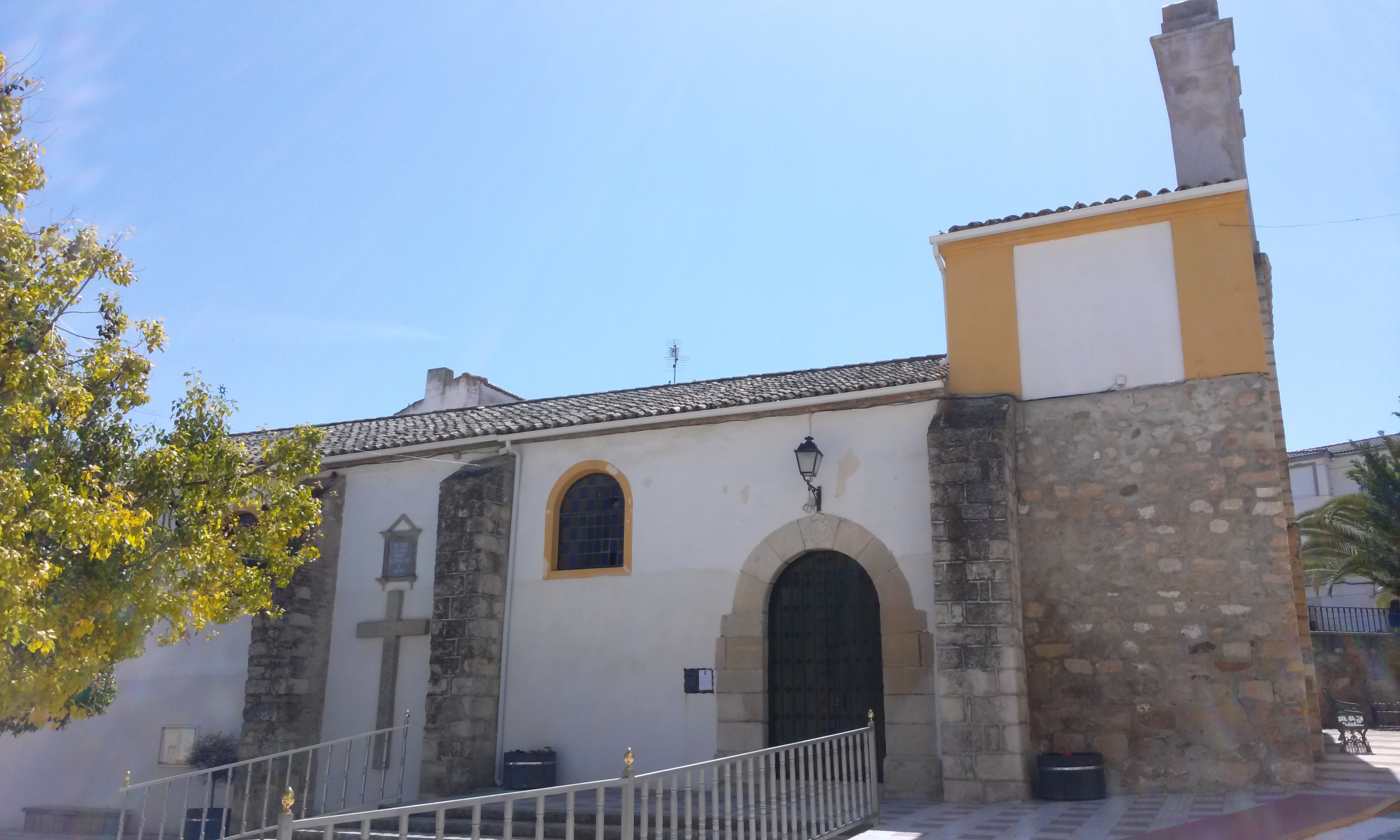
Kirche Marien Geburt
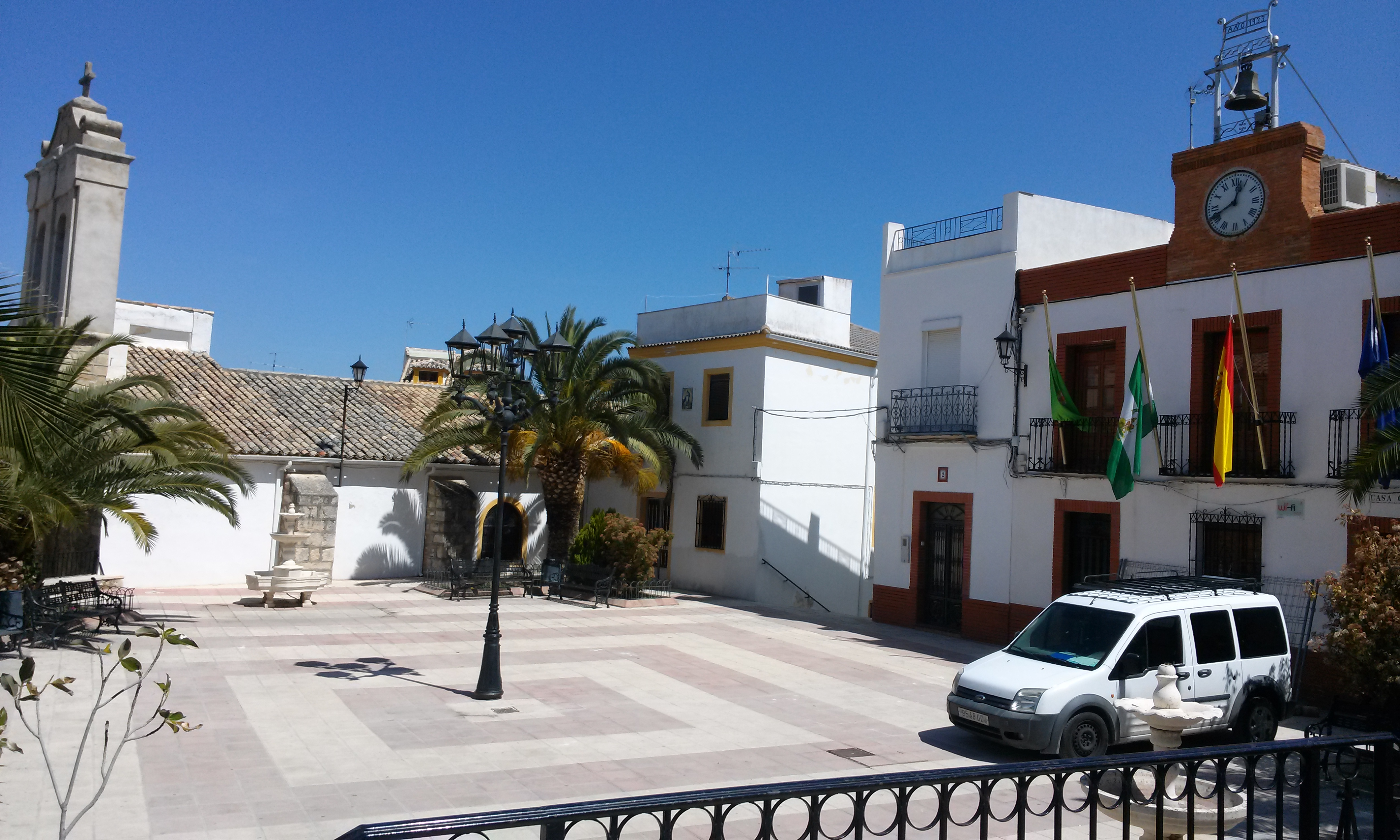
Rathaus